# Jack Craggs
John Craggs (sinh khoảng 1880) là một cầu thủ bóng đá người Anh thi đấu cho Sunderland, Nottingham Forest và Reading ở vị trí tiền đạo.

## Sự nghiệp câu lạc bộ
Craggs ra mắt cho Sunderland ngày 16 tháng 11 năm 1901 trong thất bại 4–2 trước Everton at Roker Park. Trong thời gian ở câu lạc bộ, ông có 43 lần ra sân và ghi 15 bàn thắng.